# Nguyễn Phúc Gia Tiết
Nguyễn Phúc Gia Tiết (chữ Hán: 阮福嘉節; 27 tháng 12 năm 1823 – 1 tháng 12 năm 1841), phong hiệu Mỹ Ninh Công chúa (美寧公主), là một công chúa con vua Minh Mạng nhà Nguyễn trong lịch sử Việt Nam.

## Tiểu sử
Hoàng nữ Gia Tiết sinh ngày 26 tháng 11 (âm lịch) năm Quý Mùi (1823), là con gái thứ 16 của vua Minh Mạng, mẹ là Thất giai Quý nhân Đỗ Thị Tâm. Công chúa là con đầu lòng của bà Quý nhân, là chị cùng mẹ với các hoàng tử hoàng nữ sau: hoàng tử Miên Hoạn (mất sớm), Trấn Tĩnh Quận công Miên Dần, Bái Ân Công chúa Lương Trinh, Cẩm Giang Quận công Miên Vãn, hoàng nữ thứ 45 chết yểu, Bảo An Quận công Miên Khách và Kiến Phong Quận công Miên Hoang.
Năm Thiệu Trị thứ nhất, Tân Sửu (1841), ngày 19 tháng 10 (âm lịch), công chúa Gia Tiết qua đời khi mới 19 tuổi, chưa kết hôn, được truy tặng làm Mỹ Ninh Công chúa (美寧公主), thụy là Diễm Khiết (艷潔). Ban đầu, công chúa Gia Tiết được thờ ở hậu từ đền Triển Thân, năm Hàm Nghi thứ nhất (1885) được hợp thờ ở đền Thân Huân.
Mộ phần của công chúa Mỹ Ninh tọa lạc trên núi Ngự Bình, đối diện trường Đại học Ngoại ngữ, Đại học Huế (thuộc phường An Cựu). Công chúa được táng cùng với hai người em trai là hoàng tử Miên Hoạn và Trấn Tĩnh Quận công Miên Dần.